# شاه‌ماهی خزر
شاه‌ماهی خزر (نام علمی: Alosa braschnikowi) نام یک گونه از سرده شاه‌ماهی رودخانه است.